# Chondrilla juncea
Il lattugaccio comune (nome scientifico Chondrilla juncea L., 1753)  è una specie di pianta angiosperma dicotiledone della famiglia delle Asteraceae.

## Etimologia
Il nome generico (Chondrilla) deriva dal nome greco di indivia o cicoria (le piante di questo genere sono molto simili alla cicoria); mentre il nome comune (juncea) fa riferimento al portamento tipico di queste piante (steli senza foglie).
Il binomio scientifico della pianta di questa voce è stato proposto da Carl von Linné (1707 – 1778) biologo e scrittore svedese, considerato il padre della moderna classificazione scientifica degli organismi viventi, nella pubblicazione Species Plantarum del 1753.

## Descrizione

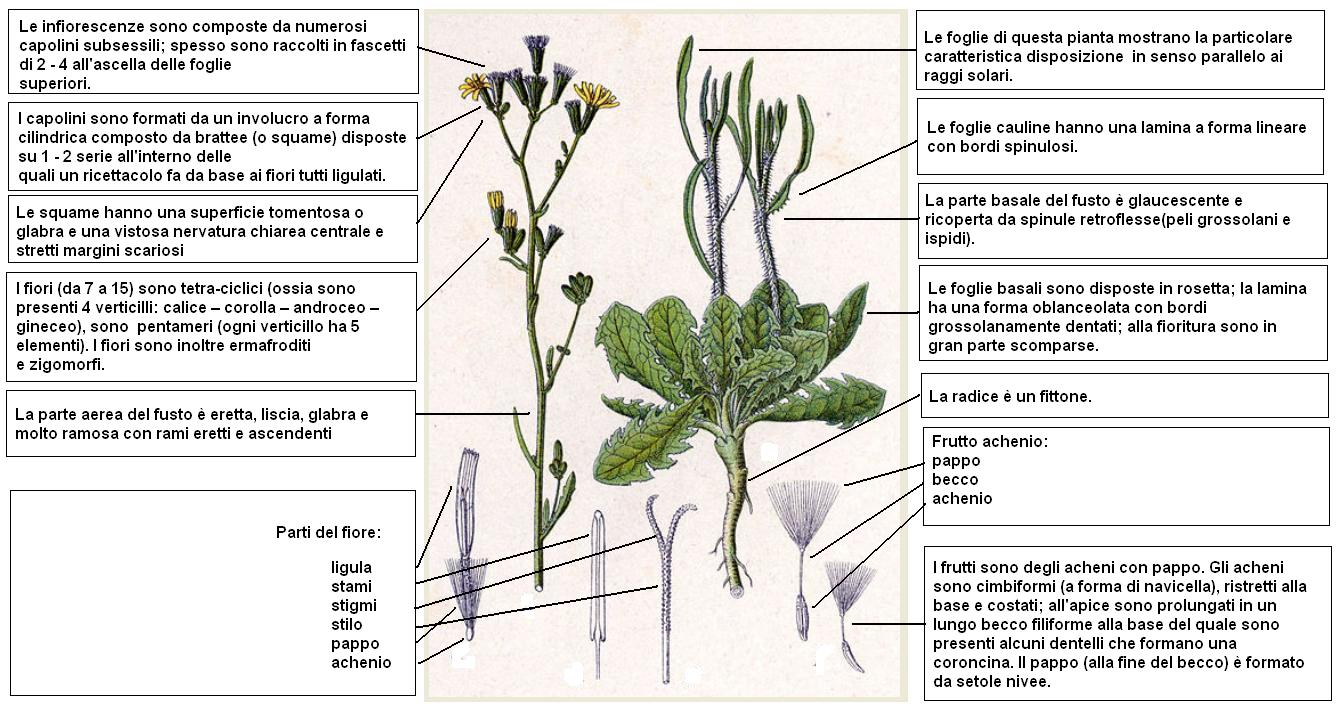
Descrizione delle parti della pianta

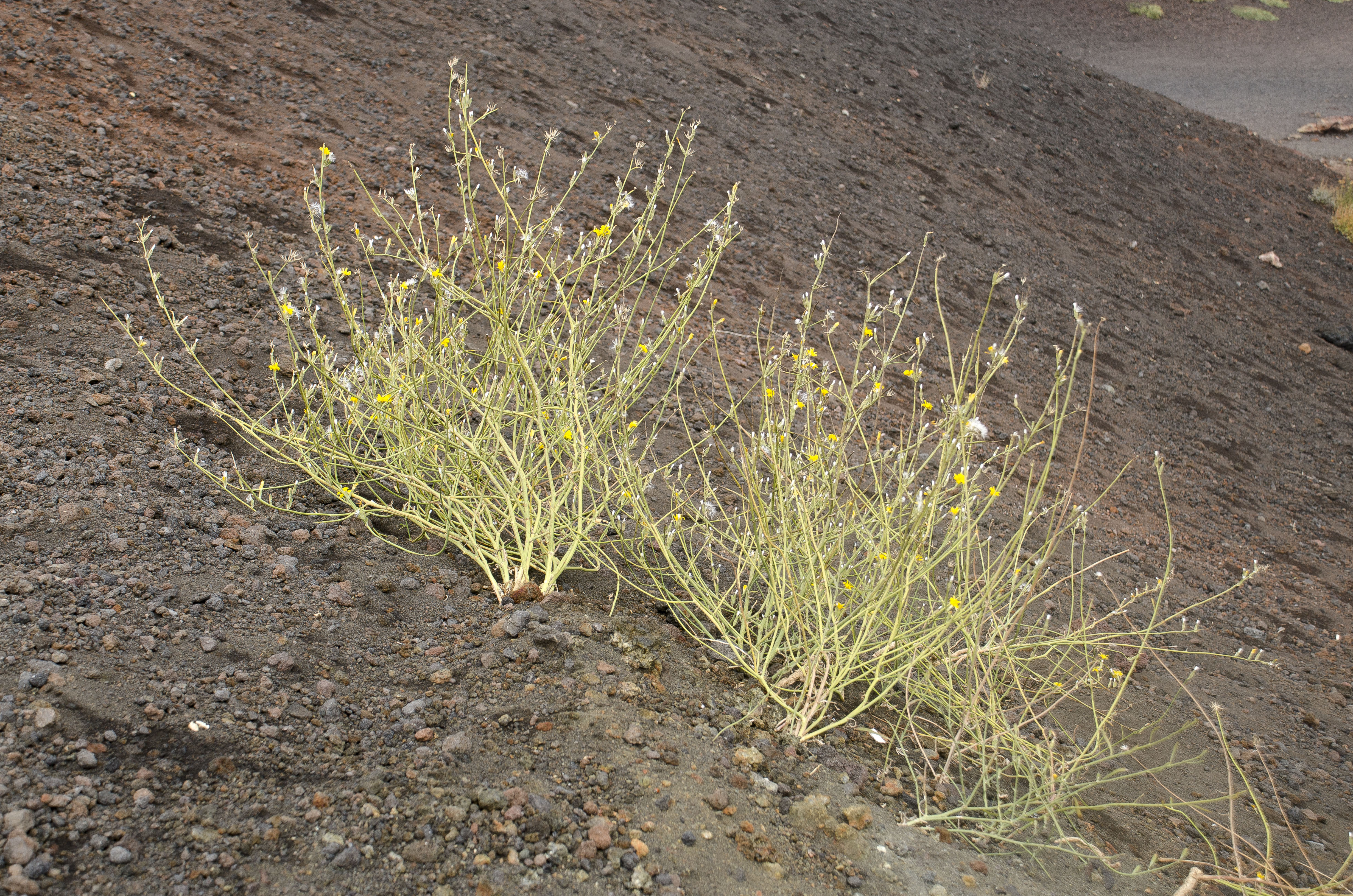
Il portamento

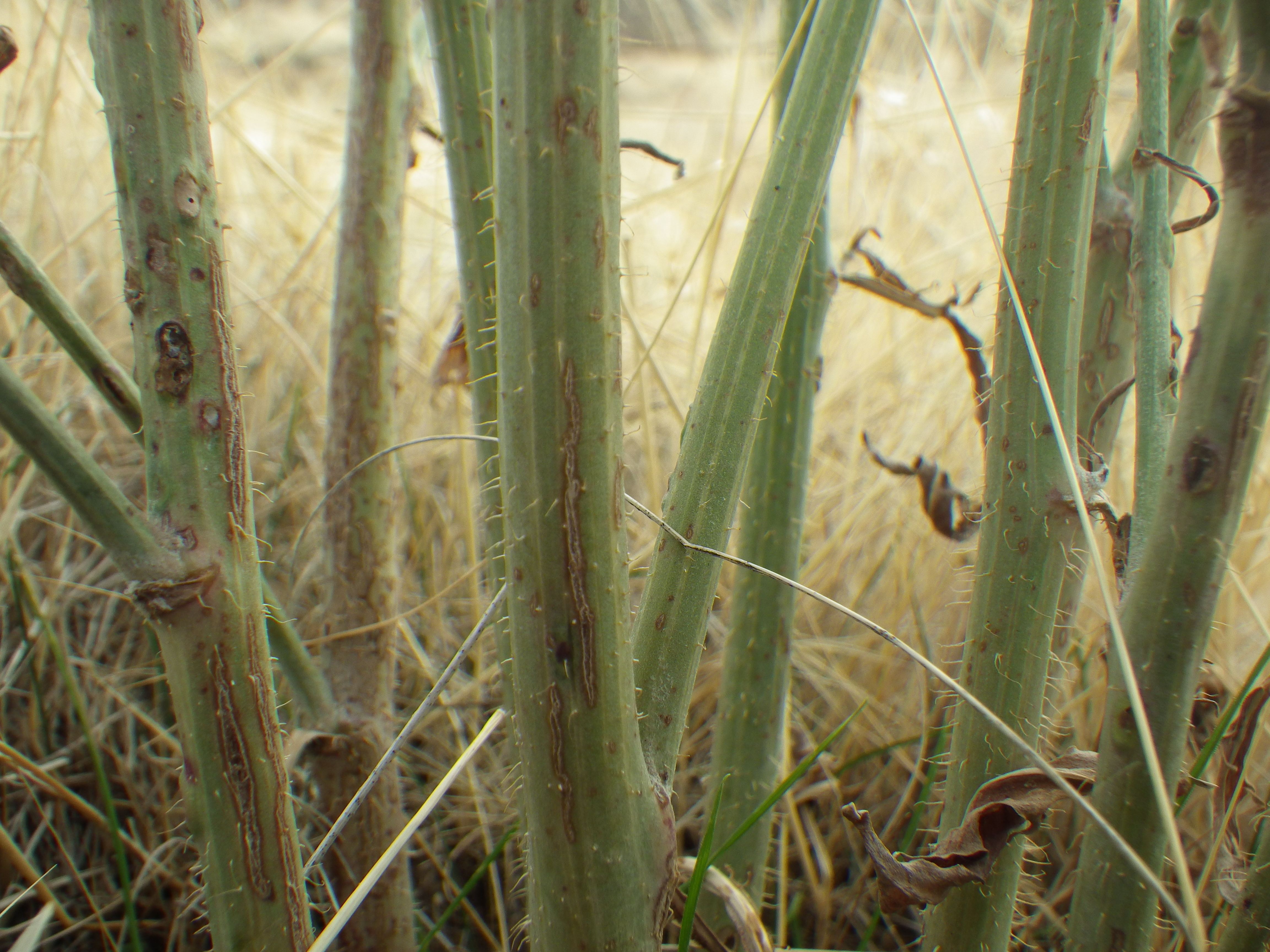
Il fusto (parte basale con peli ispidi)

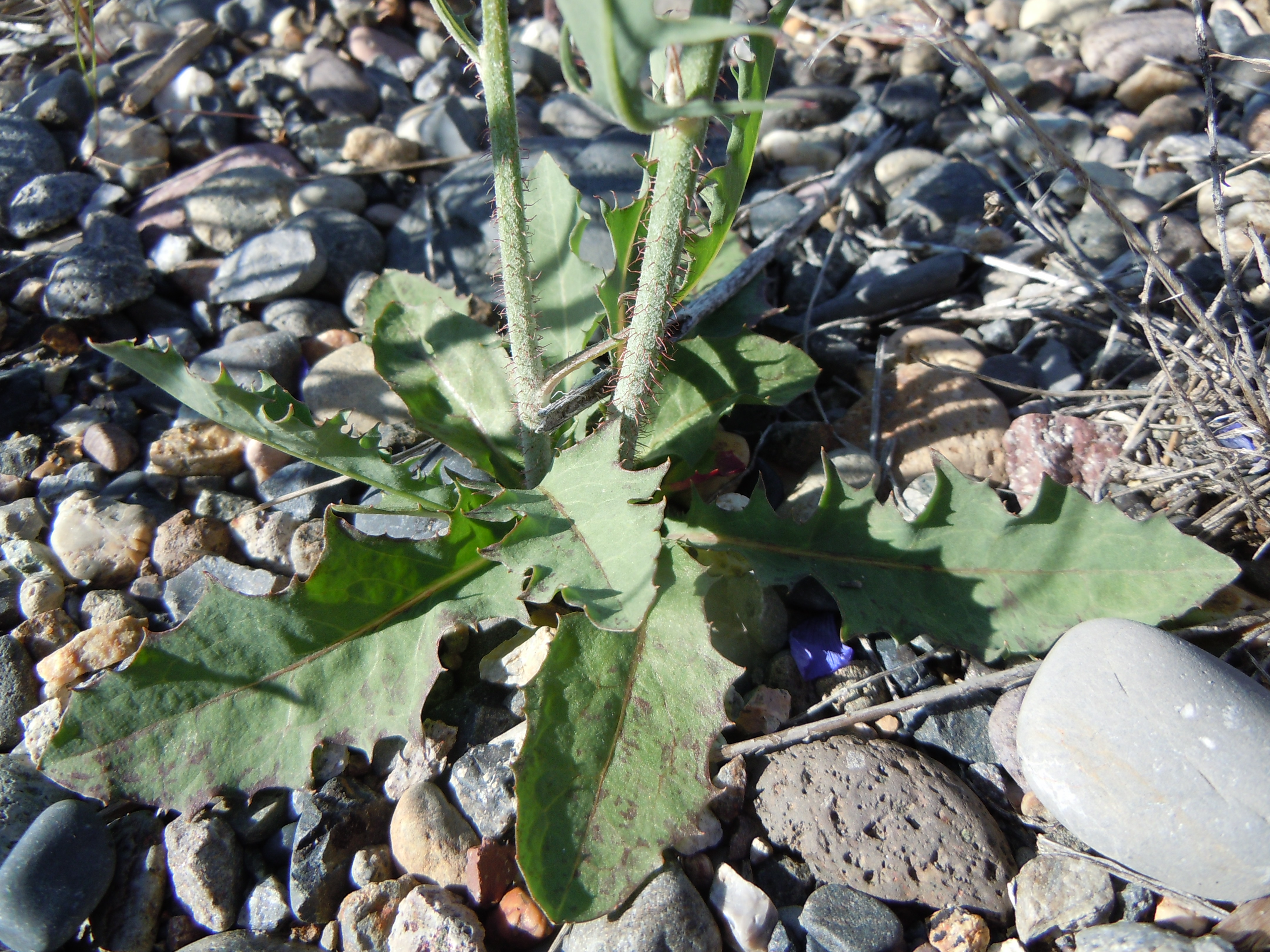
La rosetta basale

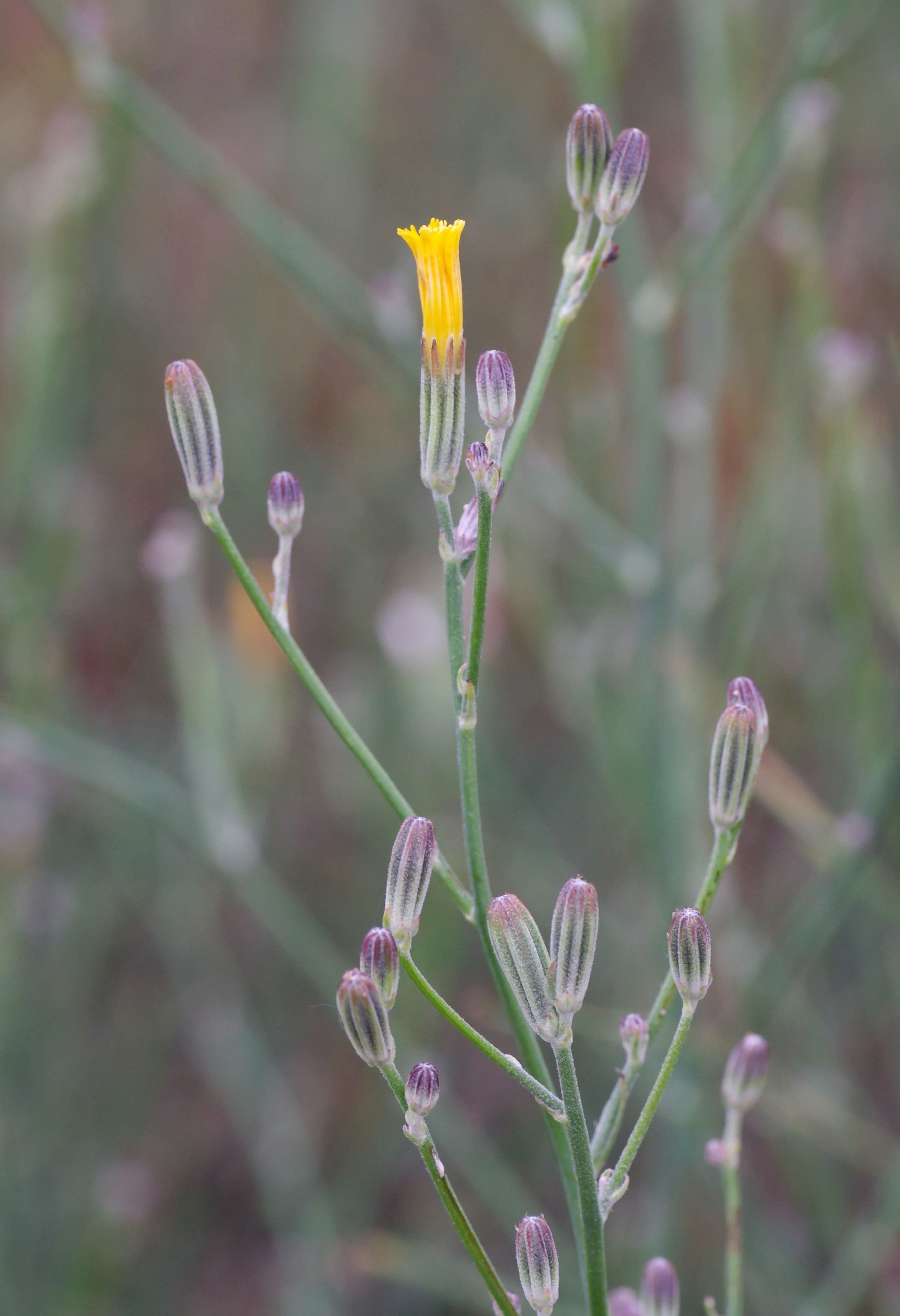
Infiorescenza

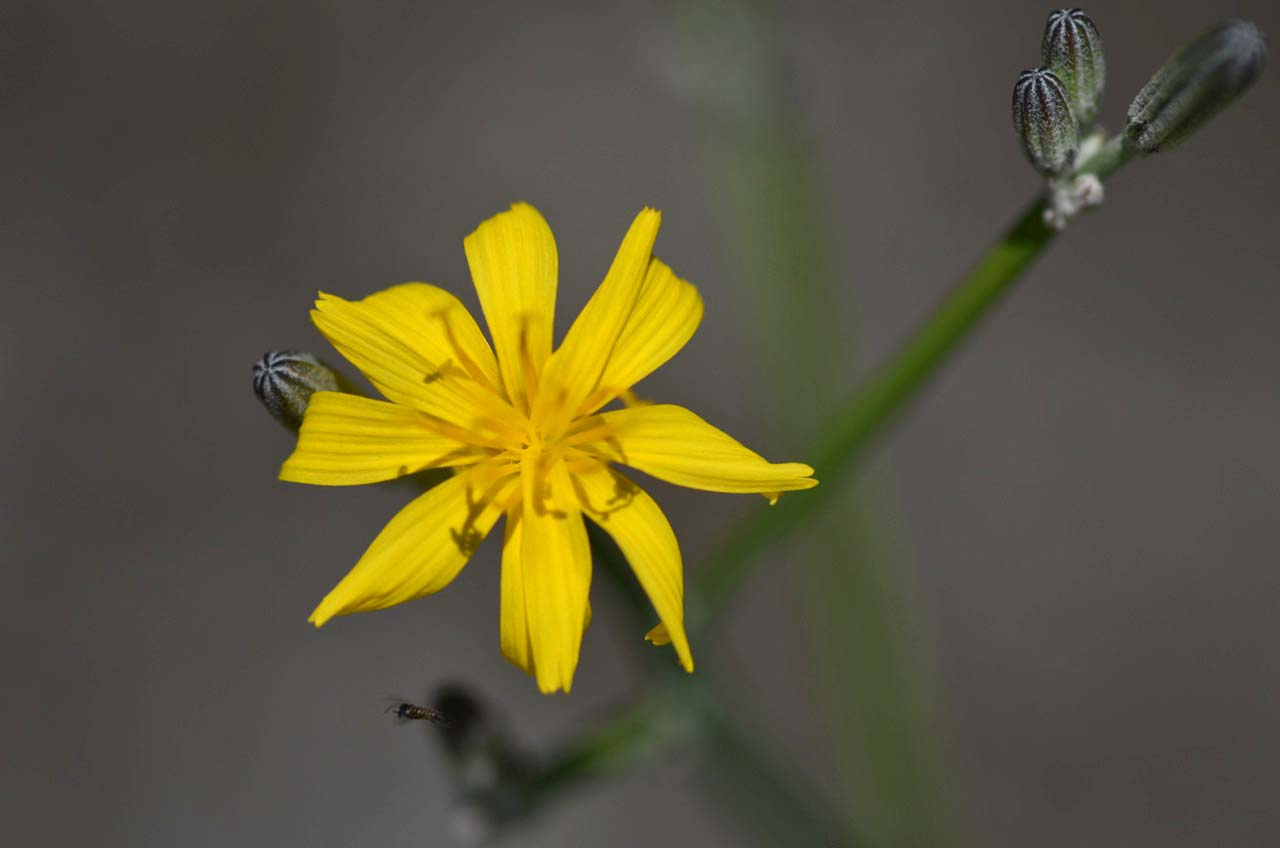
I fiori ligulati

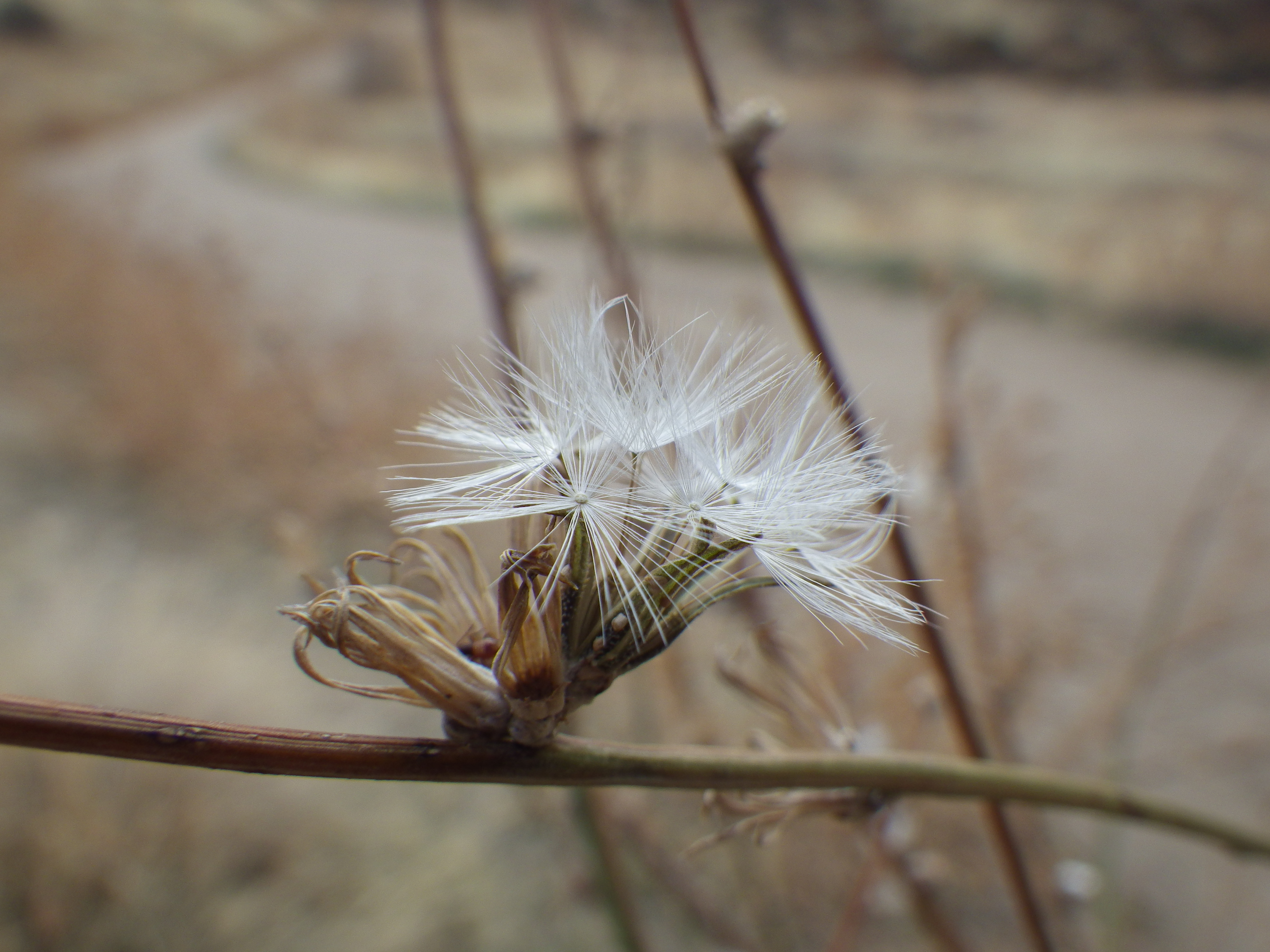
Frutti acheni con pappo

Habitus. La forma biologica è emicriptofita scaposa (H scap), ossia sono piante erbacee, a ciclo biologico perenne (in qualche caso bienne), con gemme svernanti al livello del suolo e protette dalla lettiera o dalla neve e sono dotate di un asse fiorale eretto e spesso privo di foglie.
Radici. Le radici sono fittonanti.
Fusto. La parte aerea del fusto è eretta e verde-grigiastra. La parte basale (per 10 – 15 cm) è glaucescente e ricoperta da spinule retroflesse lunghe 1 – 2 mm (peli grossolani e ispidi); mentre la parte distale è liscia, glabra ma molto ramosa con rami eretti e ascendenti. Queste piante arrivano al massimo ad una altezza compresa tra 4 - 12 dm.
Foglie. Le foglie si dividono in basali e cauline; in genere sono disposte in modo alterno. Quelle basali sono disposte in rosette; la lamina ha una forma oblanceolata con bordi grossolanamente dentati; alla fioritura sono in gran parte scomparse. Lunghezza delle foglie basali: 4 – 8 cm. Le foglie cauline hanno una lamina a forma lineare con bordi spinulosi. Le foglie di questa pianta mostrano la particolare caratteristica disposizione in senso parallelo ai raggi solari. Dimensione delle foglie basali: larghezza 1,5 – 4,5 cm; lunghezza 4 – 12 cm. Dimensione delle foglie cauline: larghezza 2 – 4 mm; lunghezza 22 – 55 mm.
Infiorescenza. Le infiorescenze sono composte da numerosi capolini subsessili (o con peduncoli molto corti); spesso sono raccolti in fascetti di 2 - 5 all'ascella delle foglie superiori. I capolini sono formati da un involucro a forma cilindrica composto da brattee (o squame) disposte su 1 - 2 serie all'interno delle quali un ricettacolo fa da base ai fiori tutti ligulati. Le squame con superficie tomentosa o glabra, una vistosa nervatura chiara centrale e stretti margini scariosi, si dividono in due serie: quelle inferiori hanno una forma ovata, sono larghe 1 mm e lunghe 1,5 – 2 mm; quelle superiori hanno una forma lineare, sono larghe 1 mm e lunghe 8 mm. Il ricettacolo è nudo, ossia privo di pagliette a protezione della base dei fiori. Dimensioni dell'involucro: diametro 2,5 – 4 mm; lunghezza 8 – 11 mm. Lunghezza delle squame inferiori: 1 – 2 mm. Dimensioni delle squame superiori: larghezza 0,5 – 1 mm; lunghezza 8 – 14 mm. Diametro dell'infiorescenza: 12 – 18 mm.
Fiori. I fiori (da 9 a 12) sono tutti del tipo ligulato (il tipo tubuloso, i fiori del disco, presente nella maggioranza delle Asteraceae, qui è assente), sono tetra-ciclici (ossia sono presenti 4 verticilli: calice – corolla – androceo – gineceo) e pentameri (ogni verticillo ha 5 elementi). I fiori sono ermafroditi e zigomorfi.
- Formula fiorale:

*/x K {\displaystyle \infty }, [C (5), A (5)], G 2 (infero), achenio
- Calice: i sepali del calice sono ridotti ad una coroncina di squame.
- Corolla: le corolle sono formate da una ligula terminante con 5 denti; il colore è giallo; lunghezza del fiore: 10 – 13 mm (lunghezza del tubo 6 mm; lunghezza della ligula 8 mm; larghezza media 1,5 mm); la superficie è papillosa.
- Androceo: gli stami sono 5 con filamenti liberi, mentre le antere sono saldate in un manicotto (o tubo) circondante lo stilo.[15] Le antere sono gialle e prive di codette e alla base sono acute (lunghezza delle antere 5 mm). Il polline è tricolporato.[16]
- Gineceo: lo stilo è filiforme con peli sul lato inferiore degli stigmi; gli stigmi dello stilo sono due divergenti. L'ovario è infero uniloculare formato da 2 carpelli. Lunghezza dello stilo: 12 – 14 mm.
- Fioritura: da giugno ad agosto.

Frutti. I frutti sono degli acheni con pappo. Gli acheni sono cimbiformi (a forma di navicella) lunghi 8 – 12 mm, ristretti alla base e costati; all'apice sono prolungati in un lungo becco filiforme di 4 – 6 mm alla base del quale sono presenti alcuni dentelli che formano una coroncina. Il pappo (alla fine del becco) è formato da setole nivee ed è lungo 6 – 8 mm.

## Biologia
- Impollinazione: l'impollinazione avviene tramite insetti (impollinazione entomogama tramite farfalle diurne e notturne).
- Riproduzione: la fecondazione avviene fondamentalmente tramite l'impollinazione dei fiori (vedi sopra).
- Dispersione: i semi (gli acheni) cadendo a terra sono successivamente dispersi soprattutto da insetti tipo formiche (disseminazione mirmecoria). In questo tipo di piante avviene anche un altro tipo di dispersione: zoocoria. Infatti gli uncini delle brattee dell'involucro si agganciano ai peli degli animali di passaggio disperdendo così anche su lunghe distanze i semi della pianta.

## Distribuzione e habitat

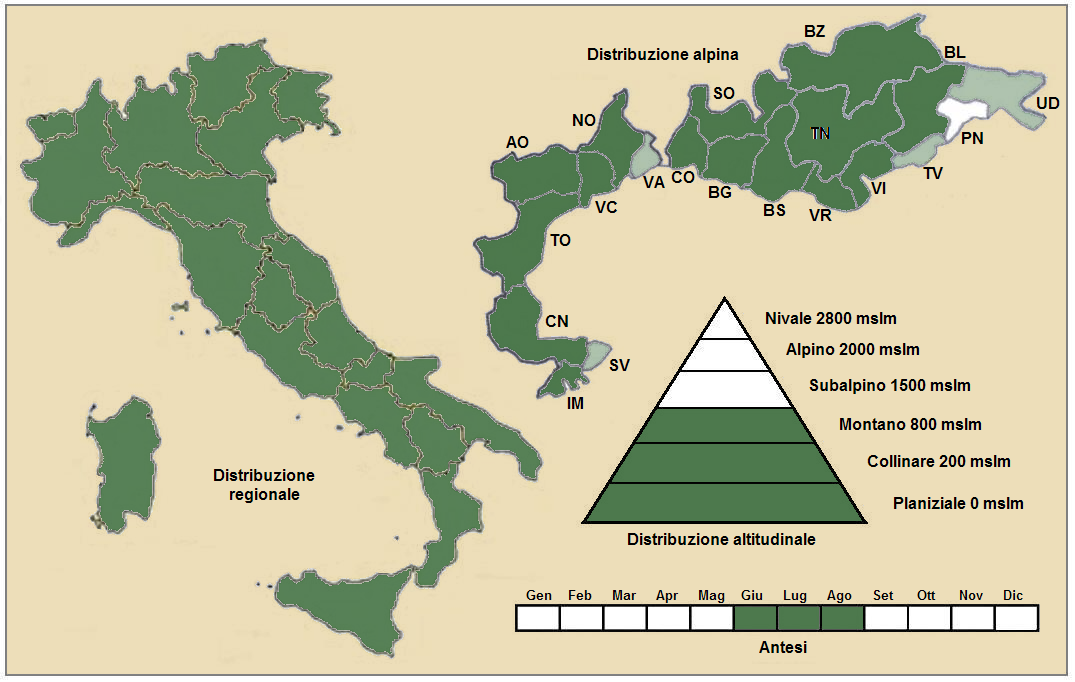
Distribuzione della pianta
(Distribuzione regionale – Distribuzione alpina)

- Geoelemento: il tipo corologico (area di origine) è Euri Mediterraneo - Sud Siberiano (Subpontico).
- Distribuzione: in Italia è una pianta comune su tutto il territorio. Nelle Alpi si trova ovunque (manca nella provincia di Udine). Oltre confine, sempre nelle Alpi, si trova in Francia (tutti i dipartimenti alpini), nella Svizzera (cantoni Vallese e Ticino), in Austria (Länder della Stiria e Austria Inferiore). Si trova anche in Slovenia. Sugli altri rilievi europei è presente nella Foresta Nera, Vosgi, Massiccio del Giura, Massiccio Centrale, Pirenei, Monti Balcani e Carpazi.[18] Si trova inoltre nell'Africa mediterranea in Asia Minore e nell'estrema Siberia orientale. In altre zone (America del Nord, Sudamerica e Australia) è considerata specie esotica.[19]
- Habitat: l'habitat tipico per queste piante sono gli incolti e i prati aridi; ma anche le colture, gli ambienti ruderali, le aree abbandonate e le scarpate. Il substrato preferito è calcareo ma anche calcareo/siliceo con pH neutro, medi valori nutrizionali del terreno che deve essere arido.[18]
- Distribuzione altitudinale: sui rilievi queste piante si possono trovare fino a 1.700 m s.l.m.; frequentano quindi i seguenti piani vegetazionali: collinare e montano (oltre a quello planiziale – a livello del mare).

### Fitosociologia

#### Areale alpino
Dal punto di vista fitosociologico alpino Chondrilla juncea appartiene alla seguente comunità vegetale:
Formazione: comunità perenni nitrofile
Classe: Agropyretea intermedii-repentis
Ordine: Agropyretalia intermedii-repentis
Alleanza: Convolvulo-Agropyrion repentis

#### Areale italiano
Per l'areale completo italiano Chondrilla juncea appartiene alla seguente comunità vegetale:
Macrotipologia: vegetazione delle praterie
Classe: Festuco valesiacae-brometea erecti Br.-Bl. & Tüxen ex Br.-Bl., 1949
Ordine: Festucetalia valesiacae Br.-Bl. & Tüxen ex Br.-Bl., 1949
Alleanza: Festucion valesiacae Klika, 1931
Descrizione: l'alleanza Festucion valesiacae è relativa alle praterie steppiche continentali che crescono sui versanti esposti a sud nelle aree più calde ed aride dell’Europa centrale e delle Alpi. Le specie dominanti per questa alleanza sono quelle dei generi Festuca e Stipa. I suoli preferiti sono quelli calcarei. La distribuzione di questo gruppo è relativa alle regioni (sub-) continentali dell’Europa centrale e orientale. In Italia si rinviene nei settori più caldi delle Alpi.
Alcune specie presenti nell'associazione: Achillea millefolium, Artemisia campestris, Asperula cynanchica, Carex humilis, Centaurea stoebe, Dianthus carthusianorum, Eryngium campestre, Euphorbia cyparissias, Festuca rupicola, Festuca valesiaca, Iris pumila, Koeleria macrantha, Potentilla arenaria, Stipa capillata, Stipa pulcherrima e Thymus pannonicus.
Altre alleanze per questa specie: Artemision variabilis,

## Tassonomia
La famiglia di appartenenza di questa voce (Asteraceae o Compositae, nomen conservandum) probabilmente originaria del Sud America, è la più numerosa del mondo vegetale, comprende oltre 23.000 specie distribuite su 1.535 generi, oppure 22.750 specie e 1.530 generi secondo altre fonti (una delle checklist più aggiornata elenca fino a 1.679 generi). La famiglia attualmente (2021) è divisa in 16 sottofamiglie.
Il genere Chondrilla comprende una trentina di specie, due delle quali sono presenti sul territorio italiano.

### Filogenesi
Il genere di questa voce appartiene alla sottotribù Chondrillinae della tribù Cichorieae (unica tribù della sottofamiglia Cichorioideae). In base ai dati filogenetici la sottofamiglia Cichorioideae è il terz'ultimo gruppo che si è separato dal nucleo delle Asteraceae (gli ultimi due sono Corymbioideae e Asteroideae). La sottotribù Chondrillinae fa parte del "quarto" clade della tribù; in questo clade è in posizione "centrale" vicina alle sottotribù Crepidinae (insieme formano un "gruppo fratello").
La sottotribù è formata da tre generi: Chondrilla, Willemetia e Phitosia dalle cui analisi molecolari risulta essere un clade ben supportato. All'interno della sottotribù il genere Chondrilla con il genere Willemetia formano un "gruppo fratello", mentre il genere Phitosia è in una posizione più "basale".
Il genere Chondrilla risulta diviso in due cladi principali, uno comprendente C. chondrilloides (endemico delle Alpi) e C. urumoffii (distribuito nella penisola Balcanica: l'altro clade comprende la specie C. juncea e tutte le altre specie europee e asiatiche.
I caratteri distintivi per le specie di questo genere sono:
- il fogliame di queste piante è ridotto;
- la forma delle foglie è oblanceolata (lineare nelle cauline);
- le infiorescenze sono corimbose terminali;
- i capolini sono pauciflori sessili o brevemente peduncolati;
- gl'involucri hanno una o due serie di brattee;
- gli acheni sono sia omomorfi che eteromorfi;
- gli acheni sono prolungati in un becco filiforme.

Il numero cromosomico della specie è 2n = 15.

### Varietà
Questa specie è moderatamente variabile. I caratteri più soggetti a variabilità sono le foglie del fusto che possono essere da strettamente lineari a lanceolate con margine da intero a denticolato (setoloso). Per questa specie sono riconosciute due sottospecie:
- Chondrilla juncea var. juncea: è la stirpe principale presente in Italia.
- Chondrilla juncea var. longifolia Nasseh, 2010 - Distribuzione: Iran.

In Europa questa specie è a capo di un gruppo di specie più o meno simili:
- Chondrilla brevirostris  Fisch. & C. A. Mey., 1837 - Distribuzione: Europa orientale e Transcaucasia.
- Chondrilla canescens  Kar. & Kir., 1842 - Distribuzione: Europa orientale e Transcaucasia.
- Chondrilla graminea  M. Bieb., 1808 - Distribuzione: Europa orientale e Transcaucasia.
- Chondrilla latifolia  M. Bieb., 1808 - Distribuzione: Europa orientale, Bulgaria, Transcaucasia e Anatolia.

### Sinonimi
Questa entità ha avuto nel tempo diverse nomenclature. L'elenco seguente indica alcuni tra i sinonimi più frequenti:
- Hieracium chondrilla E.H.L.Krause
- Hieracium junceum  (L.) Bernh.

Sinonimi della varietà juncea
- Chondrilla acantholepis Boiss.
- Chondrilla acanthophylla  Borkh. ex Rchb.
- Chondrilla angustissima  Hegetschw.
- Chondrilla crepoides  Reich.
- Chondrilla gaudinii  Hegetschw.
- Chondrilla glomerata  K.Koch
- Chondrilla hispida  Desf.
- Chondrilla intybacea  Friv.
- Chondrilla juncea subsp. acantholepis  (Boiss.) Takht.
- Chondrilla juncea subsp. macrocarpa  Chrtek
- Chondrilla laciniata  Steven
- Chondrilla lutea  Dulac
- Chondrilla rigens  Rchb.
- Chondrilla viminea  Bubani
- Chondrilla virgata  C.Presl
- Chondrilla viscosa  Gilib.

## Ecologia
La specie di questa voce è nativa della regione mediterranea dove trova il suo ambiente naturale. Nel Nord America (lungo le due coste oceaniche) è considerata infestante. Il suo apparato radicale profondo ed esteso assorbe fortemente l'umidità del terreno (sopravvive facilmente alla siccità) e le varie sostante nutrienti; si pone così in concorrenza alle varie coltivazioni umane. Con i suoi grandi e rigidi rami pone dei problemi nei pascoli o alla raccolta di prodotti più utili. In alcune zone dell'Australia C. juncea è considerata estremamente infestante.

## Usi
Secondo la medicina popolare questa pianta è usata come stomachica (agevola la funzione digestiva). Per scopi alimentari vengono usate le foglie (cotte o crude) specialmente in alcune zone della Francia.

## Altre notizie
Il condrilla giunchiforme in altre lingue è chiamato nei seguenti modi:
- (DE)  Binsen-Knorpellattich
- (FR)  Condrilla à tige de jonc
- (EN)  Gum Succory